# Luisa Zambon
Luisa Zambon (Villorba, 20 dicembre 1940) è un'ex cestista italiana.

## Carriera
Con l'Italia ha disputato i Campionati europei del 1966.